# Liste de mythologies
Cette page liste des mythologies par zone géographique d'origine.

## Afrique

### Maghreb et Moyen-Orient
- Mythologie égyptienne
- Mythologie kabyle

### Afrique subsaharienne
- Mythologie malgache (en)

## Amérique
- Mythologie aztèque
- Mythologie chilote
- Mythologie guaranie
- Mythologie haïda
- Mythologie inca
- Mythologie inuite
- Mythologie lakota
- Mythologie maya

## Asie

### Moyen-Orient
- Mythologie arabe préislamique
- Mythologie arménienne
- Mythologie chrétienne
- Mythologie hittite
- Mythologie géorgienne (ka)
- Mythologie juive
- Mythologie kurde (en)
- Mythologie mésopotamienne
- Mythologie musulmane
- Mythologie ossète
- Mythologie ougaritique
- Mythologie perse
- Mythologie turque
- Mythologie vainakh (en)

### Asie du Sud
- Mythologie ayyavazhi (en)
- Mythologie hindoue
- Mythologie kanglei (en)
- Mythologie tamoule (en)
- Mythologie védique (en)

### Extrême-Orient
- Mythologie aïnou
- Mythologie chinoise
- Mythologie coréenne
- Mythologie indonésienne (en)
- Mythologie japonaise
- Mythologie mongole
- Mythologie philippine (en),
- Mythologie tibétaine (en)
- Mythologie vietnamienne (en)

## Europe

### Europe du Nord et de l'Ouest
- Mythologie bretonne
- Mythologie celtique
  - Mythologie celtique brittonique
- Mythologie finnoise
- Mythologie franque
- Mythologie germanique
- Mythologie nordique

### Europe de l'Est
- Mythologie estonienne
- Mythologie lettone
- Mythologie lituanienne
- Mythologie magyare
- Mythologie ossète
- Mythologie slave

### Europe du Sud-Ouest
- Mythologie basque
- Mythologie cantabre
- Mythologie lusitannienne
- Mythologie pyrénéenne
  - Panthéon pyrénéen

### Europe du Sud
- Mythologie étrusque
- Mythologie grecque
- Mythologie paléo-balkanique (en) (dace, thrace, illyrienne, albanaise)
  - Mythologie dace
  - Mythologie thrace (en)
- Mythologie romaine
- Mythologie roumaine

## Pacifique
- Mythologie aborigène
- Mythologie hawaïenne
- Mythologie des Îles Cook
- Mythologie maorie
- Mythologie océanienne
- Mythologie micronésienne
- Mythologie mélanésienne
- Mythologie nauruane
- Mythologie niuéenne
- Mythologie polynésienne
- Mythologie tahitienne